# 고쿠분지정 (도치기현)
고쿠분지정(일본어: 国分寺町)은 일본 도치기현 시모쓰가군에 있었던 정이다.  고야마시로의 통근율은 18.2%, 우쓰노미야시로의 통근율은 10.1%(모두 2005년 인구조사).2006년 1월 10일 인접한 이시바시정, 가와치군 미나미카와치정과 신설 합병해 시모쓰케시가 되어 폐지하였다.

## 역사
- 1889년 4월 1일 - 정촌제 시행과 함께 고쿠분지촌이 성립하였다.
- 1954년 4월 1일 - 정으로 승격해 당일 고쿠분지코가네이정으로 개칭되었다.
- 1954년 4월 29일 - 고쿠분지정으로 개칭되었다.
- 12006년 1월 10일 - 이시바시정, 가와치군 미나미카와치정과 신설 합병해 시모쓰케시가 성립하였다.

## 교통

### 철도
- 동일본 여객철도 도호쿠 본선(우쓰노미야 선)

### 도로
- 국도 제4호선
- 신 4호 국도
- 국도 제352호선